# Arabisches Bergkraut
Das Arabische Bergkraut (Clinopodium serpyllifolium subsp. fruticosum, Syn.: Micromeria fruticosa), auch bekannt als Arabische Felsenlippe, ist eine Pflanzenart aus der Gattung der Bergminzen (Clinopodium) innerhalb der Familie der Lippenblütler (Lamiaceae).

## Vorkommen
Die Pflanze ist im östlichen Mittelmeerraum weit verbreitet.
Sie wächst vor allem auf Felsen im unteren Mittelmeerraum, auf Kreide- und Calcret-Felsen häufiger als auf Kalksteinfelsen.

## Inhaltsstoffe und Namensgebung
Diese aromatische Pflanzentaxon riecht nach Pfefferminze. Abhängig vom Alter der Pflanzenteile besteht das ätherische Öl großteils aus den Monoterpenen Pulegon oder später Isomenthol.
Das Arabische Bergkraut ist im heutigen modernen Hebräisch als zuta levana (זוטה לבנה oder זוטא לבנה) und im Arabischen als ashab a-shai (عشب الشاي) bekannt. Die Beduinen Israels verwenden jedoch den arabischen Namen qurniyya (arabisch: القورنِيه), von dem man annimmt, dass er mit dem hebräischen qoranit wortverwandt ist, das ein in der Mischna beschriebenes aromatisches Kraut bezeichnet.

## Beschreibung

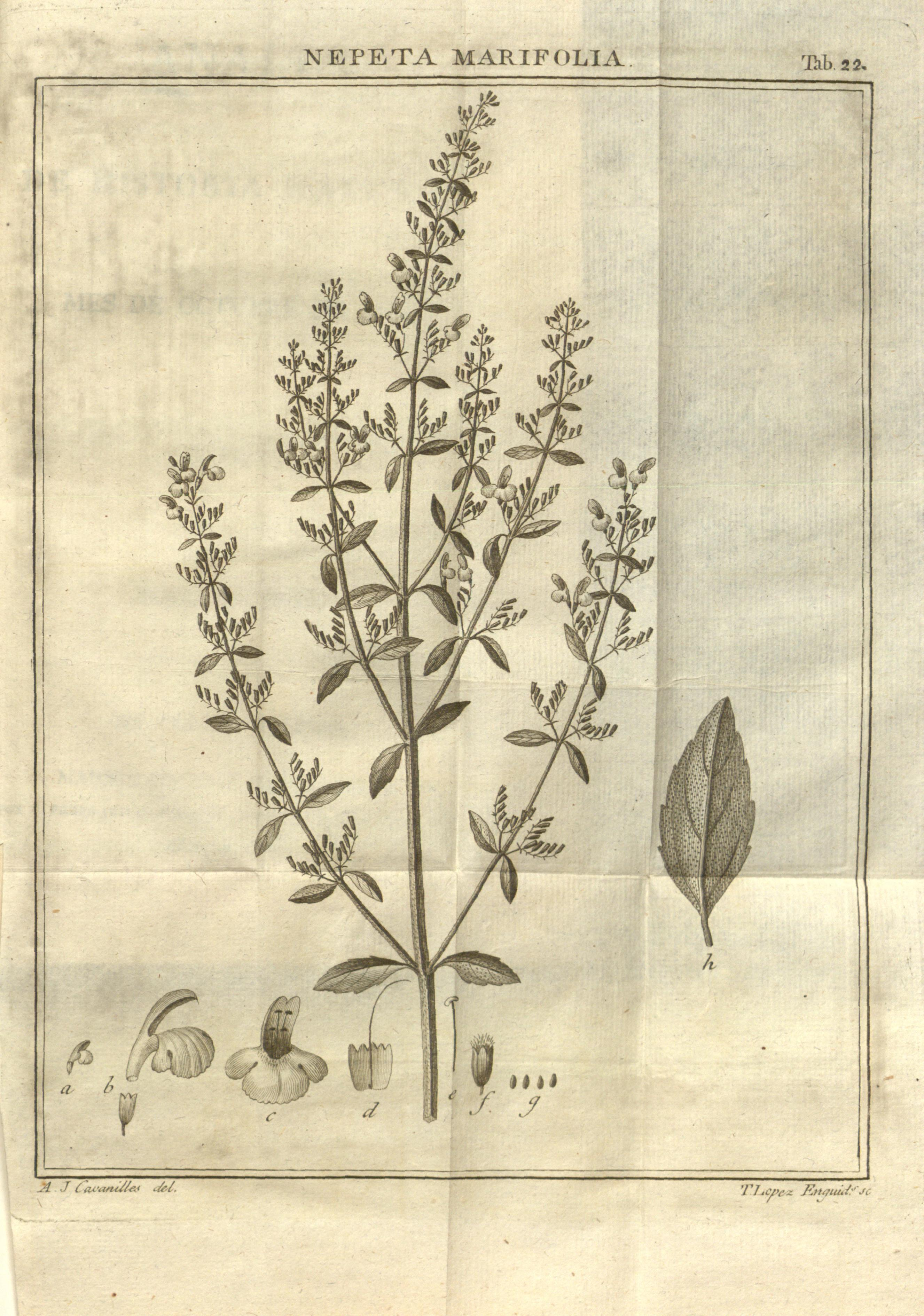
Illustration aus Anales de historia natural, Tafel 22

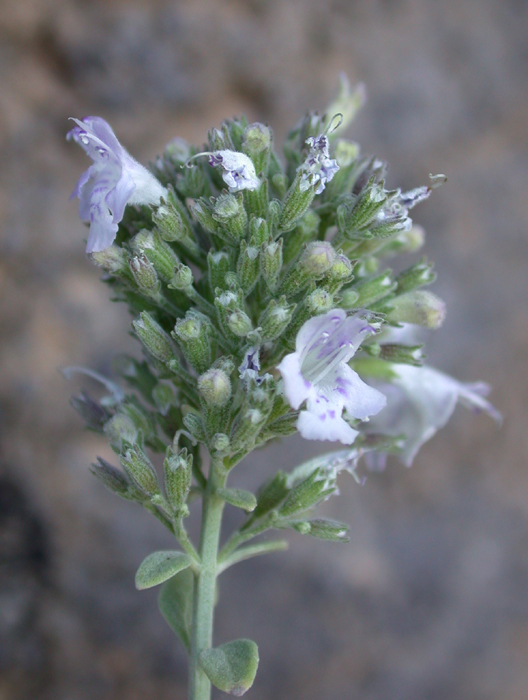
Blütenstand mit zygomorphen Blüten

### Vegetative Merkmale
Das Arabische Bergkraut wächst als immergrüne Zwergstrauch, der Wuchshöhen von 40 bis 60, selten bis zu 100 Zentimetern erreicht. Er ist frostempfindlich und fein seidig behaart.
Die gegenständig angeordneten Laubblätter sind in Blattstiel und -spreite gegliedert. Der Blattstiel ist relativ kurz. Die einfache Blattspreite ist mit einer Länge von bis zu 2 Zentimetern relativ kleinen, doppelt so lang wie breit, eiförmig bis lanzettlich mit stumpfen bis rundspitzigem oberen Ende. Sie sind ganzrandig bis leicht gezähnt oder buchtig.

### Generative Merkmale
In der Levante erscheinen die Blüten zwischen Juli und November. Viel Blüten befinden sich in Scheinquirlen. Die zwittrige Blüte ist zygomorph und fünfzählig mit doppelter Blütenhülle. Die Blütenkrone ist weißlich.
Die Klausenfrucht ist relativ klein.

## Systematik
Es sind mehrere Unterarten beschrieben.

## Nutzung
Die aromatischen Laubblätter des Arabischen Bergkraut werden (ähnlich Minze) zur Herstellung von Aufgüssen verwendet.
Sie ist für ihre medizinischen Eigenschaften bekannt. In der Volksheilkunde wurde sie zur Behandlung von Beschwerden wie Bauchschmerzen, Durchfall, Augeninfektionen, Herzbeschwerden, Bluthochdruck, Müdigkeit, Erschöpfung, Erkältungen und offenen Wunden verwendet. Andere Anwendungen umfassen die Herstellung eines Umschlags aus den gekochten Laubblättern und das Auftragen auf Verbrennungen und Hautinfektionen, oder das Trinken eines Aufgusses aus den Blättern zur Linderung von Bauchschmerzen, oder das Gurgeln damit zur Behandlung von Mundgeruch und Zahnfleischentzündungen.
Frische oder getrocknete Pflanzenteile werden in der Küche häufig als Gewürz verwendet.